# Traun (dopływ Dunaju)
Traun – rzeka w Austrii, prawy dopływ Dunaju.
Źródła w Alpach Salzburskich, długość 153 km, przepływa jeziora Hallstätt i Traun. Główne miasta na Traunem: Bad Goisern am Hallstättersee, Bad Ischl, Gmunden, Wels i Traun. Traun wpada do Dunaju nieopodal Linzu.
Rzeka intensywnie wykorzystywana energetycznie, liczne elektrownie wodne.